# ۳۷۵ (پیش از میلاد)
۳۷۵ (پیش از میلاد) ۳۷۵مین سال قبل از تقویم میلادی است.

## درگذشتگان
- بقراط : حکیم نامدار یونانی.